# BrainGate
BrainGate — це система електронного імплантату, спроєктована компанією Cyberkinetics, яка останнім часом знаходиться на стадії розробки і клінічних тестів. Система призначена допомогти тим, хто втратив контроль над своїми кінцівками, або іншими функціями організму. Тепер технології BrainGate належать приватній компанії BrainGate, LLC. Датчик, який імплантується в мозок, контролює мозкову активність у пацієнта та перетворює думки пацієнта у набір комп'ютерних команд.

## Технології

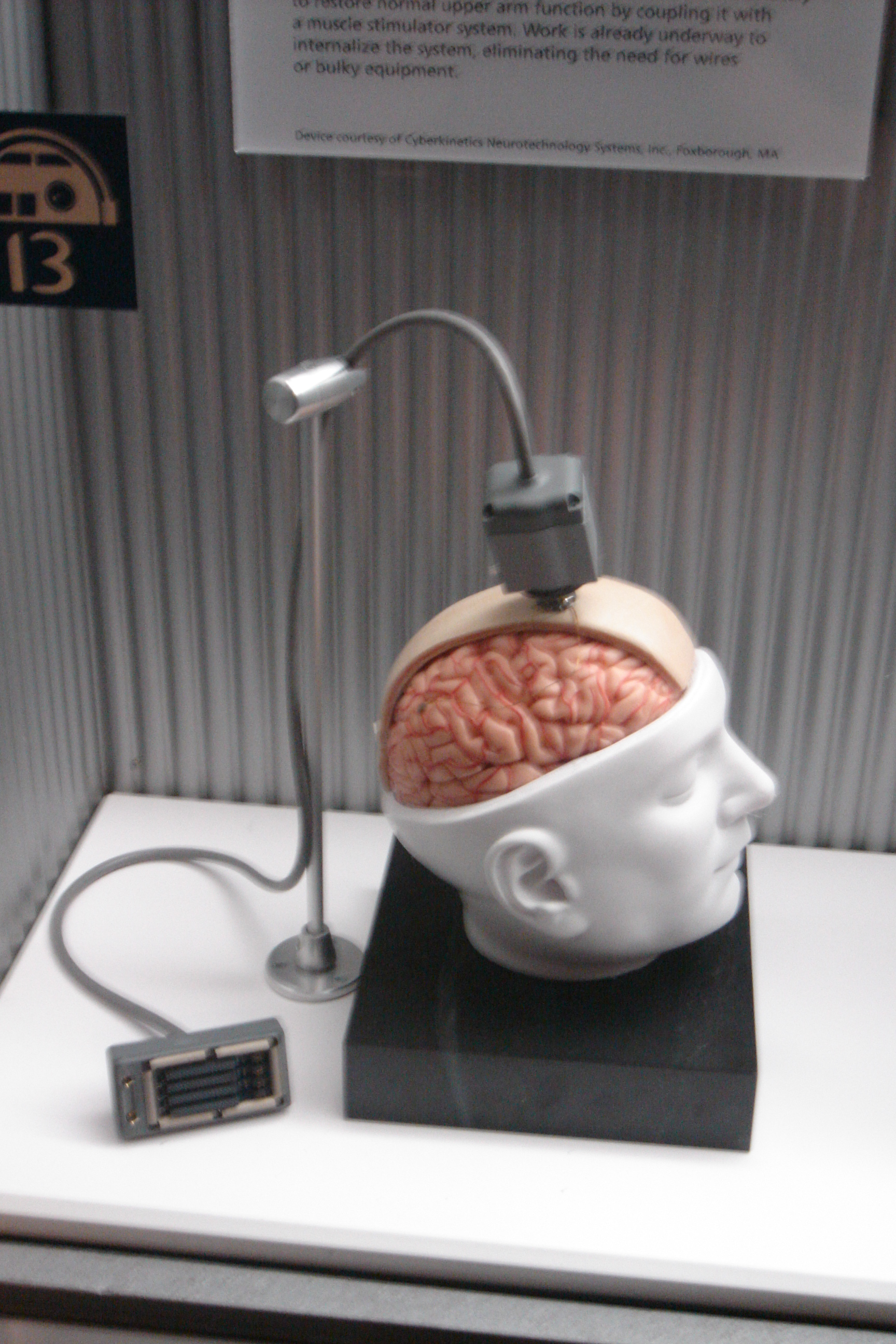
Ілюстрація роботи BrainGate

У своєму нинішньому вигляді, BrainGate складається з датчиків, які імплантуються в мозок, та зовнішнього пристрою-декодера, який підключається до певного протеза або іншого зовнішнього об'єкта. Датчик використовує близько сотні маленьких електродів, що відчувають посилання нейронів в конкретних областях мозку, наприклад, область, яка управляє рухом руки. Датчик переводить це посилання в заряджені електричні сигнали, які потім відправляються на зовнішній пристрій та розшифровуються в програмному забезпеченні. Декодер може використовувати сигнали мозку для управління зовнішнім пристроєм, наприклад, маніпулятором, комп'ютерним курсором, або навіть інвалідним візком. Власне, BrainGate дозволяє людині маніпулювати об'єктами у навколишньому світі, використовуючи лише силу думки.
Окрім виконання команд у режимі реального часу, BrainGate також здатна записувати команди для подальшого використання.
BrainGate спочатку була розроблена дослідниками з Департаменту неврології в університеті Брауна в поєднанні з біотехнологічною компанією Cyberkinetics, Inc.. Cyberkinetics пізніше відокремилася до Microsystems і зараз виробляє датчики й устаткування для збору даних. BrainGate придбала інтелектуальну власність відповідних технологій від Cyberkinetics та до сьогодні продовжує володіти інтелектуальною власністю, пов'язаною з BrainGate.

## Дослідження та експериментальні результати
Перші клінічні іспити BrainGate, на чолі з дослідниками Массачусетського загального госпіталю, університету Брауна, і Департаменту у справах ветеранів, відбувалися з 2004 по 2006. Досліди проводилися над чотирма пацієнтами з тетраплегією. Результати, опубліковані у 2006 показали, що людина з тетраплегією була в змозі контролювати курсор на екрані подумки, що дозволило їй відкрити електронну пошту, а так ввімкнути телевізор та зайти в інтернет. Один з учасників мав травму спинного мозку, інші мали бічний аміотрофічний склероз.
У липні 2009 почалися другі випробування BrainGate («BrainGate2»), які відбулися завдяки дослідникам Массачусетського загального госпіталю та Університету Брауна. У листопаді 2011, дослідники зі Стенфордського університету також узяли участь у випробуваннях.
У травні 2012 року, дослідники опублікували досягнення іспиту системи: пара людей, які мали паралізований стовбур мозку, були в змозі контролювати апарат силою думки. Одна з учасників, Кеті Хатчинсон, змогла використати роботизовану руку, щоб випити кави з пляшки [Архівовано 12 червня 2014 у Wayback Machine.]. Вперше за 15 років вона була в змозі пити без сторонньої допомоги. У дослідженні брали участь дослідники з університету Брауна, Департаменту у справах ветеранів, лікарні Массачусетсу, Гарвардської медичної школи та Німецького аерокосмічного центру.

## Поточні клінічні випробування
Станом на липень 8, 2009, клінічні випробування проводяться під назвою BrainGate2.
Станом на травень 18, 2012, дослідники Стенфордського університету та Массачусетського загального госпіталю активно набирають учасників на нові клінічні випробування системи.[джерело?]

## Інші посилання в мережі
- Протезом вже можна керувати силою думки [Архівовано 12 травня 2014 у Wayback Machine.]
- Импланты для мозга